# Hollands Brabant
Hollands Brabant is het gedeelte van de huidige provincie Noord-Brabant dat historisch bij het Graafschap Holland hoorde.
Door de Sint-Elisabethsvloed van 1421, waardoor ook de Biesbosch ontstond, werd dit gebied, waar de landbouw en de handel op Dordrecht gericht waren, gescheiden van de rest van Holland. De grenzen zijn in de loop van de tijd ook niet altijd stabiel gebleven. Later werden ook het Land van Altena en het Land van Heusden bij dit gebied gerekend.
In de Franse tijd werd het gebied ingedeeld onder wat later Noord-Brabant zou worden. Toen in 1814 de oude provincies werden hersteld bleef Hollands Brabant bij Noord-Brabant; het Land van Altena werd pas in 1815 aan Noord-Brabant toegevoegd.
Hollands Brabant omvat ongeveer de volgende gebieden, in termen van de huidige gemeenten:
- Westhoek: Moerdijk en Drimmelen.
- Geertruidenberg.
- Land van Altena: Werkendam en Woudrichem.
- Land van Heusden: Aalburg, en Heusden, behalve Drunen en Nieuwkuijk.
- een deel van de Langstraat: een deel van Waalwijk (Sprang, Vrijhoeve-Capelle, 's Grevelduin-Capelle, Waspik en Besoyen) .

Hollands Brabant is overwegend protestants, met veel bevindelijk gereformeerden in het Land van Heusden en Altena. Toch is er van oudsher een grote katholieke minderheid in de plaatsen rondom de voormalige gemeente Willemstad in de Westhoek. Bovendien zijn de (zuid)oostzijde van de Westhoek en het gehele gebied rondom Geertruidenberg van oudsher zeer katholiek. In de Westhoek wordt Westhoeks, een Hollands dialect, gesproken, in de rest van het gebied Hollands-Brabants, een Brabants dialect. De scheidslijn tussen Brabants en Hollands komt niet direct overeen met de religieuze scheidslijn.